# Paz Encina
Paz Encina (Assunção, 9 de julho de 1971) é uma cineasta paraguaia e professora , conhecida por seu primeiro longa-metragem Hamaca paraguaya (2006), ganhador do Prêmio FIPRESCI do Festival de Cannes  e Ejercicios de memoria (2016), premiado como melhor documentário e melhor direção no Festival de Cartagena.

## Biografia
Nasceu em Assunção, Paraguai. Entre 1992 e 1994, trabalhou como editora do programa jornalístico "El Ojo", transmitido pelo Canal 13 de Assunção. Ela estudou Comunicação na Universidade Nacional de Assunção. Em 1996 iniciou sua carreira cinematográfica na Universidad del Cine de Buenos Aires e se formou em Cinematografia em 2004.
  De 2002 a 2003, lecionou Linguagem Audiovisual e Direção na Universidade Católica de Assunção e no Instituto Paraguaio de Artes e Ciências da Comunicação (IPAC).
Em maio de 2006, estreou mundialmente o filme Hamaca paraguaya, uma coprodução da Argentina, Paraguai, França, Alemanha e Catar, na seção "Um certo olhar" do Festival de Cannes (França), onde recebeu o Prêmio Fipresci da crítica internacional. O filme também recebeu o Prêmio da Crítica na 30º Mostra Internacional de Cinema de São Paulo, Prêmio do Público no Festival de Cinema de Gotemburgo, Prêmio de Melhor Filme Latino-Americano no Festival FICCO (México) e Prêmio Luis Buñuel de melhor filme ibero-americano. O filme ainda foi indicado ao Prêmio Sur (2007) de melhor primeiro trabalho, além de três prêmios Condor de Plata, nas categorias melhor filme latino-americano, som e fotografia.
Em junho de 2010, Encina foi incluída no livro "Take 100", no qual dez diretores de festivais selecionaram 100 filmes de 100 diretores emergentes. Nesse mesmo ano, a pedido do Canal Encuentro, realizou o curta "Río Paraguay (3 movimientos)".
No dia 10 de dezembro de 2011, em comemoração ao Dia dos Direitos Humanos, Encina estreou seu curta-metragem Viento sur, na Plaza de la Democracia de Assunção, que aborda a história da ditadura stronista e foi feito a pedido da Fundação Gulbenkian.
Em setembro de 2013, os curadores de dez festivais da América Latina escolheram os dez melhores filmes da região dos últimos 20 anos, e incluíram Hamaca Paraguaya em oitavo lugar, para o Festival de Valdivia.
Em fevereiro de 2015, lançou na internet a série de três curtas Tristezas de la Lucha, que resume sua pesquisa sobre o Arquivo do Terror, com documentos organizados durante a ditadura de Alfredo Stroessner; que inclui Familiar, Arribo e Tristezas de la Lucha. Nesse mesmo mês, o Festival de Berlim incluiu Hamaca paraguaya em sua seção especial de cinema indígena dedicada ao cinema latino-americano
No dia 1º de maio de 2016, na Feira Internacional do Livro do Paraguai, foi apresentado o livro "La cámara sin ley" de Alejo Magariños sobre o filme "Hamaca Paraguaya".

### Segundo Filme
O Programa Ibermedia anunciou um financiamento de 80 mil dólares para o desenvolvimento de seu novo longa-metragem, intitulado Ejercicios de memoria. O filme também recebeu recursos do Fundo Hubert Bals (Holanda), Fondec (Paraguai), Centro Cultural da República El Cabildo (Paraguai), World Cinema Fund (Alemanha), Aide aux Cinémas du Monde (França), Doha Film Institute (Qatar), INCAA (Argentina), Ezef (Alemanha) e Gotteborg Film Fund.
No dia 19 de março de 2015, as filmagens de Ejercicios de memoria terminaram na cidade de Empedrado, Corrientes, Argentina; após duas semanas de gravações. O filme reconstitui a história do líder político paraguaio Agustín Goiburú, desaparecido em 1977, no âmbito da Operação Condor; através da história de seus filhos.
Em 21 de setembro de 2016 estreou seu segundo filme na seção Zabaltegi-Tabakalera do 64º Festival Internacional de Cinema de San Sebastián.
Em 22 de novembro, estreou na competição "Novos Diretores" do 40º Festival Internacional de Cinema de São Paulo (Brasil).  Em 25 de novembro, participou da Competição Latino-americana do 31º Festival Internacional de Cinema de Mar del Plata, Argentina. Em 30 de novembro, teve seus filmes exibidos em uma exibição especial do cinema paraguaio no mercado cinematográfico de Ventana Sur, em Buenos Aires.
No final de novembro de 2016, Ejercicios de memoria conquistou dois primeiros prêmios no Brasil: Prêmio Especial do Júri, no 7º Festival de Cinema Pachamama de Fronteira, na Cidade de Rio Branco, Acre; e Prêmio da Crítica no Festival Internacional de Cinema de Brasília(BIFF).
Seu segundo filme foi pré-lançado no Paraguai, no dia 27 de outubro de 2016, como encerramento do 25º Festival Internacional de Cinema, Arte e Cultura, nos Cinemas Villamorra. Em 4 de fevereiro de 2017, teve uma sessão especial no Centro Cultural "Juan de Salazar" da Espanha, e a partir de 9 de março chegou ao circuito comercial através do Cinemark. Em 7 de abril de 2017, estreou Ejercicios de memoria na Argentina. No final de maio, ela saiu ilesa de um acidente de trânsito em Formosa ,Argentina.
Entre 27 de janeiro e 12 de fevereiro de 2017, Encina fez um tour por museus dos Estados Unidos, apresentando seu trabalho. Incluía o Harvard Film Archive, em Boston, o Berkeley Art Museum e o MoMA em Nova York.

No 57º Festival Internacional de Cinema de Cartagena(Ficci), na Colômbia, ganhou como Melhor Filme na competição de documentários, além de Melhor Diretora da categoria, em março de 2017.
Em 2017 o documentário foi selecionado para o prémio de Melhor Filme Ibero-Americano na 32ª edição dos Prémios Goya. Em dezembro do mesmo ano, “Ejercicios de memoria” foi indicado ao prêmio de melhor fotografia documentário no 4º Prêmio Ibero-Americano de Cinema Fênix.
Seu segundo filme também foi exibido no 32º Festival Internacional de Cinema de Guadalajara, no México, em março de 2017; 21º FIDOCS - Festival Internacional de Documentário de Santiago, Chile; e na Competição Oficial de Documentários do 39º Festival Internacional do Novo Cinema Latino-Americano de Havana, Cuba. Em 12 de março de 2018 obteve a indicação de melhor filme ibero-americano no 66º Prêmio Cóndor de Plata, concedido pela Associação de Cronistas Cinematográficos da Argentina (ACCA); bem como a nomeação de melhor documentário  no 5º Platinum Ibero-American Film Awards.

### Outros trabalhos
Seu terceiro projeto se chama “Érami: El monte que es el mundo”, uma mistura de ficção e documentário, sobre a migração da comunidade indígena Ayoreo Totobiegosode Chaidí, no chaco paraguaio, e que incluirá cenas em 3D. Em outubro de 2017, o projeto recebeu 72.500 euros do Fundo Hubert Bals. Também anunciou recentemente em suas redes sociais o lançamento do filme Veladores, em dezembro de 2020, com temática também relacionada a ditadura Stroessner.
Foi júri do Concurso Internacional de Documentário, do 13º Festival Internacional de Cinema Independente de Mar del Plata (Marfici), em agosto de 2017. Em outubro foi júri do 19º Festival do Rio. Em novembro de 2017 participou como convidada do 9º Festival Internacional de Cinema de Cali, na Colômbia.

## Filmografia

### Diretora
- La siesta  (Video, 1997)
- Los encantos del jazmín (Video, 1998)
- Hamaca paraguaya (Curta-metragem, 2000)
- Supe que estabas triste (Curta-metragem, 2000)
- Hamaca paraguaya (Longa-metragem, 2006_
- Río Paraguay (Curta-metragem, 2010)
- Viento Sur (Curta-metragem, 2011)
- Familiar (Curta-metragem, 2014)
- Arribo (Curta-metragem, 2014)
- Tristezas de la lucha (Curta-metragem, 2014)
- Ejercicios de memoria (Longa-metragem, 2016)
- Veladores (2020)

### Roteirista
- Hamaca paraguaya / Curta-metragem / 2000
- Hamaca paraguaya / Longa-metragem / 2006
- Supe que estabas triste / Curta-metragem / 2000
- Río Paraguay / Curta-metragem / 2010
- Viento Sur / Curta-metragem / 2011
- Familiar / Curta-metragem / 2014
- Arribo / Curta-metragem / 2014
- Tristezas de la lucha / Curta-metragem / 2014
- Ejercicios de memoria / Longa-metragem / 2016

## Prêmios e indicações
- Segundo lugar no BA Art Video Festival (Buenos Aires) com o vídeo “La siesta” (1997)
- Menção honrosa no IV Festival de Internacional de Escuelas de Cine, pelo vídeo "Hamaca paraguaya" (2000)
- Prêmio Genesis de Melhor Vídeo Paraguaio, por “Rede Paraguaia” (2000)
- Primeiro lugar no IV Salão de Jovens Artistas, concedido pelo jornal La Nación de Paraguay, com "Hamaca paraguaya" (2000)
- Prêmio Genesis de Melhor Som e Melhor Direção pelo curta 16mm "Supe que esta triste" (2001)
- Fipresci - Festival de Cinema de Cannes (2006)
- Prêmio Luis Buñuel de Melhor Filme Ibero-americano (2008)
- Prêmio Especial do Júri, 7º Festival Pachamama Cinema de Fronteira, Brasil, 2016
- Prêmio da Crítica no Festival Internacional de Cinema de Brasília (BIFF), Brasil, 2016
- Competição latino-americana do 31º Festival Internacional de Cinema de Mar del Plata, Argentina, 2016
- Melhor Documentário e Melhor Diretor no 57º Festival Internacional de Cinema de Cartagena de Indias (Ficci), Colômbia, 2017
- Indicado à melhor fotografia documental no 4º Prêmio Fênix de Cinema Ibero-americano, México, 2017
- Indicado à Melhor Filme Ibero-Americano na 32ª edição do Goya Awards, Espanha 2017
- Indicado à Melhor Filme Ibero-Americano no 66º Prêmio Cóndor de Plata, Argentina, 2018
- Indicado à melhor documentário no 5º Platinum Ibero-American Film Awards, 2018

## Instalações
- Hamaca Paraguaya (2000)
- La Marcha del silencio (2013)
- Los Pyragüe (2013)
- Desparecidos (2013)